# Saint-Pierre-du-Mesnil
Saint-Pierre-du-Mesnil là một xã của tỉnh Eure, thuộc vùng Normandie, miền bắc nước Pháp.